# Hector Salomon
Pour les articles homonymes, voir Salomon.
Hector Salomon est un compositeur français, né à Strasbourg le 29 mai 1838 et mort le 28 juin 1906 à Paris. Il a été l’un des « Chefs du chant » à l’Opéra de Paris.

## Biographie
Hector a suivi sa formation musicale au Conservatoire Impérial de Paris à partir de l'âge de 12 ans. Il sera l'élève d'Augustin Savard dans la classe de solfège, d'Émile Jonas et Jean-François Marmontal dans celle de piano, de François Bazin au cours d'harmonie, et de Fromental Halévy dans la classe de composition. 
Sa formation terminée, il devient pianiste accompagnateur au Théâtre des Bouffes-Parisien et ensuite au Théâtre-Lyrique à partir de 1860. 
En 1870, il devient salarié de l’État en étant nommé second chef des Chœurs de l'Opéra de Paris. 

## Œuvres
- 1865, Le Mariage de Don Lope, opéra-comique en 1 acte, paroles de Jules Barbier, partition piano et chant réduite par Hector Salomon. Paris. In-8°, 130 p. Version en ligne sur Gallica
- 1866, Les dragées de Suzette, opéra-comique en un acte, sur un livret de Jules Barbier et Jules Delahaye, représenté pour la première fois au Théâtre-Lyrique le 13 juin 1866.
- 1877, L’aumônier du régiment, opéra-comique en un acte, sur un livret de Adolphe de Leuven et Henri Vernoy de Saint-Georges, représenté pour la première fois au Théâtre national lyrique, le 13 septembre 1877.
- 1886, Bianca Capello, opéra en 5 actes, sur un livret de Jules Barbier, représenté pour la première fois au Théâtre Royal d'Anvers le 1er février 1886.
- ...., Salut printemps, salut aurore, mélodie sur une poésie de Paul Collin.

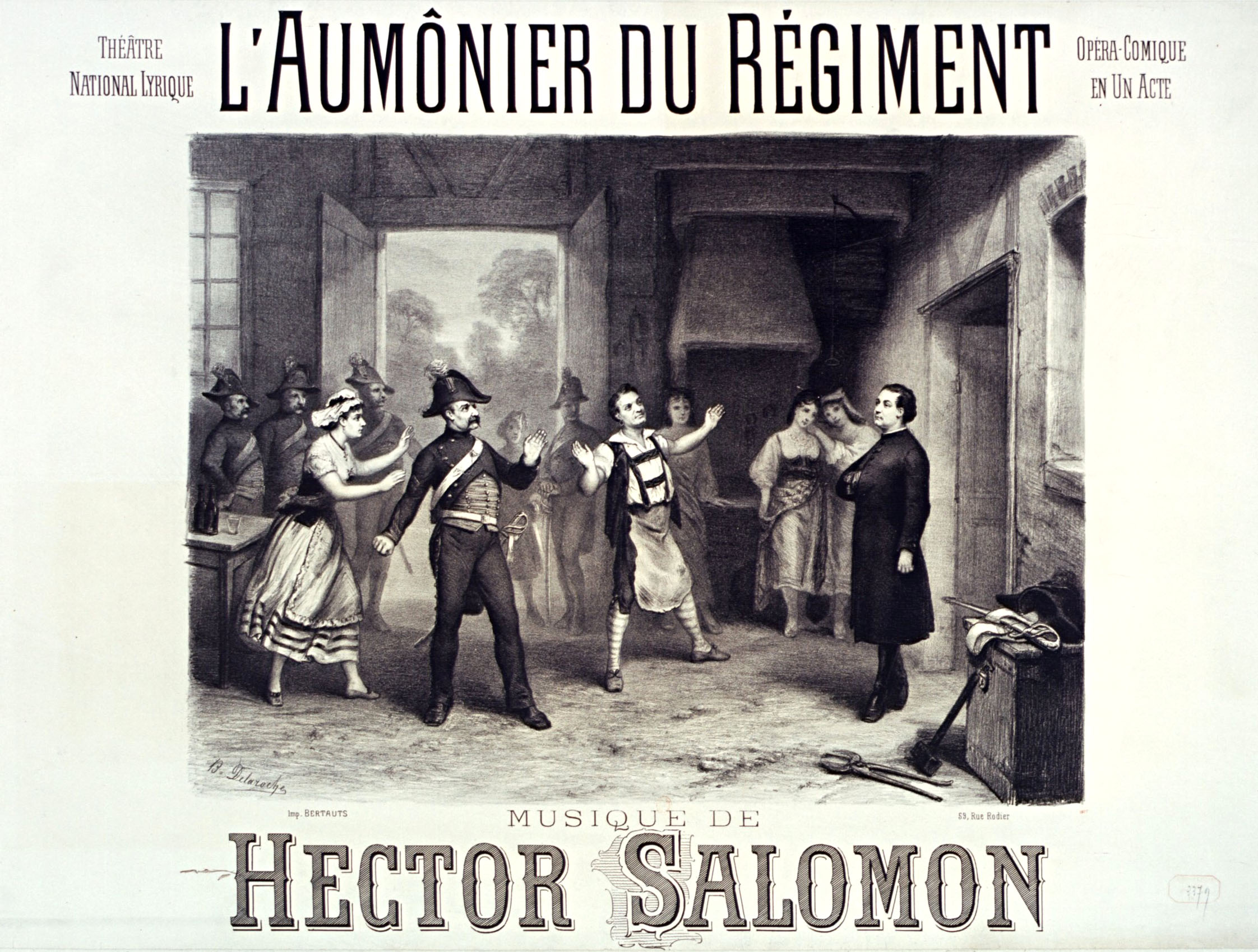
Affiche l'Aumônier du régiment de Hector Salomon au Théâtre National Lyrique